# NGC 55

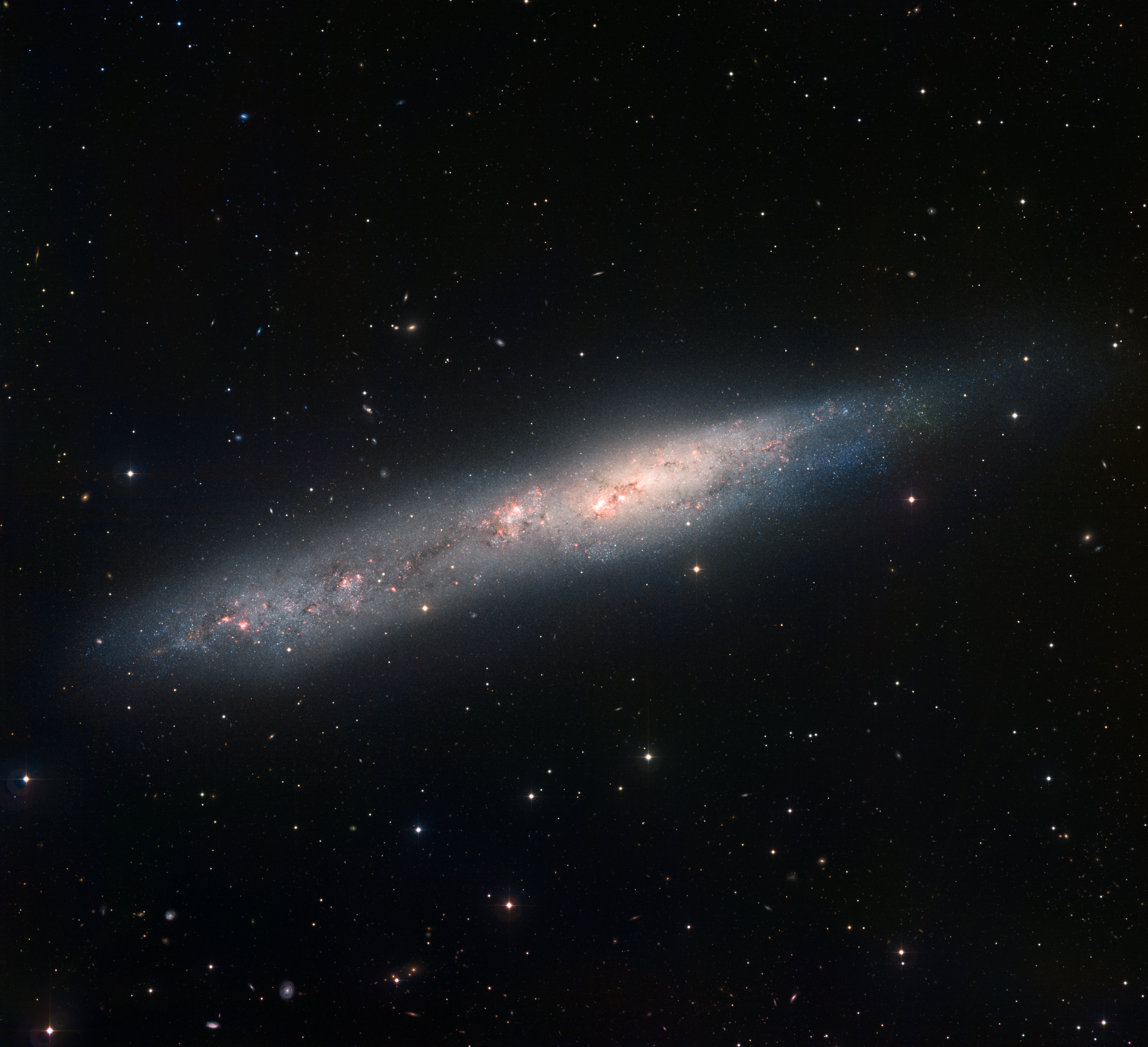

NGC 55 é uma galáxia barrada irregular na constelação de Sculptor. Está localizada a cerca de 6,5 milhões de anos-luz da Terra.

## Galáxias próximas e informação do grupo
NGC 55 e a Galáxia espiral NGC 300 são identificadas tradicionalmente como membros do Grupo do Escultor, um grupo de galáxias na constelação de mesmo nome.  Entretanto, medidas recentes de distância indicam que essas duas galáxias se encontram de fato mais próximas da Terra do que as galáxias daquele grupo.